# Église Saint-Joseph de Grenoble
Pour l'édifice actuel, voir basilique Saint-Joseph de Grenoble
L'église Saint-Joseph est une ancienne église disparue de Grenoble en France dépendant du diocèse de Grenoble-Vienne. Elle était située derrière l'actuelle basilique Saint-Joseph, près de la place d'Apvril actuelle.
Elle est l'une des deux églises que finança Louis XIV à Grenoble. D'abord église rurale, puisqu'en dehors des remparts de la ville, elle fut englobée par l'agrandissement de la ville. La basilique Saint-Joseph la remplaça au début du XXe siècle et elle fut alors démolie.

## Historique

### Contexte et fondation

#### Destruction du temple protestant
En 1590, les protestants obtiennent le droit de célébrer leur culte à Grenoble. Selon les accords alors en vigueur, ils doivent bâtir leur temple à l'extérieur des remparts. Ils s'installent donc en 1592 dans le faubourg Très-Cloîtres, dans ce qui sera appelé ensuite la rue du Vieux-Temple. Mais au cours du XVIIe siècle, la ville s’élargit jusqu'à englober le temple. Les catholiques protestent donc, et en 1671 le Conseil du roi Louis XIV ordonne en conséquence la destruction du bâtiment.
Les protestants sont donc amenés à reconstruire un temple dans un autre endroit hors des remparts, et ils choisissent le Pré-Vallier. En 1673, le temple est bâti, mais les protestations ne s'arrêtent pas : l'emplacement choisi est voisin de plus d'une dizaine de couvents ou de maisons religieuses catholiques. Ceux-ci se plaignent du bruit que provoquent les cantiques protestants, jusqu'à ce que le Conseil du roi ordonne une expertise en 1684. Lors de cette expertise, le temple étant ouvert à tous, D. Buenner rapporte qu'il fut remplit au double de son usage habituel et que l'on entendit vociférer des chants peu protestants — comme le Salve Regina ou même Belle Margot, vos tant doux yeux. Quoi qu'il en soit, le Conseil du roi exige la conversion de l'édifice "en église paroissiale pour le faubourg Très-Cloîtres",,. Peu après, de nouvelles législations, annonçant la révocation de l'édit de Nantes, ordonnent la destruction de tous les temples.

#### Manque de paroisses
Le cardinal Étienne Le Camus, évêque de Grenoble, avait obtenu du roi en 1676 la construction d'une nouvelle église dans sa ville, celle-ci ne disposant que de la cathédrale et de la chapelle Saint-Hugues attenante : l'église Saint-Louis est donc construite. Mais si celle-ci couvre désormais la zone des "faubourgs de Bonne", elle ne couvre pas les autres faubourgs hors des remparts. Les habitants des faubourgs en dehors de la ville avaient espéré récupérer le temple, mais celui-ci étant voué à démolition, le roi accorde à l'évêque de Grenoble d'utiliser les bénéfices des matériaux et de la vente du terrain du temple pour acheter un terrain pour une nouvelle paroisse.
Après deux ans de déblaiement, 1686 et 1687, l'évêque achète donc en 1687 un terrain situé dans le "pré des Molines", qu'il étendra ensuite en 1689, probablement en ayant remarqué qu'il n'était pas suffisant.

#### Construction
La construction est confiée à l'entrepreneur Jacques Aleyron et les plans et devis au sieur Dieulamant, tous deux habitant la région. Le roi finance comme prévu la construction. Mais si le contrat initial prévoyait une livraison en 1690, les guerres de Louis XIV entravent la construction et la disponibilité des ouvriers. L'église n'est ainsi terminée qu'en 1698.
La construction rencontre aussi d'autres problèmes : ainsi le terrain s'avère marécageux, et l'entrepreneur doit affermir les fondations avec une "forte grille de bois de chesne, assemblée avec croches de fer".
L'église est pourvue en mobilier nécessaire pour le culte et le peintre David, de Grenoble, exécute deux tableaux pour les chapelles latérales : Saint Joseph et la Sainte Famille.

### XVIIIesiècle
Le 10 avril 1696, François Coulaut est nommé par Le Camus curé de Saint-Joseph. Il y a peu d'activité à Saint Joseph : seuls un mariage et un baptême en 1697, aucun en 1698, un baptême et deux mariages en 1699, un enterrement en 1700,… Il en sera ainsi jusqu'au milieu du XVIIIe siècle, puis les faubourgs se développeront et avec eux la population de la paroisse.
Dans les années qui suivent, diverses réparations se succèdent. En 1720, on décide de murer certains vitraux, partiellement ou complètement, pour diminuer le froid et le vent dans l'église. À la suite du départ de François Coulaut pour la paroisse de Saint-Laurent, son neveu et auxiliaire Joseph Bérard, lui succède. À sa mort en 1765, c'est à nouveau l'ancien auxiliaire qui devient curé, Antoine Bigillion.
La paroisse se développe toujours, et la population se diversifie. Entièrement paysanne à l'origine, elle inclut désormais des bourgeois. Ainsi s'il y a toujours beaucoup de peigneurs de chanvre, il y a désormais des faïenciers, des chapeliers, des tisserands et des notaires royaux.
Antoine Bigillion meurt en 1779, et Benoît Gigard reçoit la cure de Saint-Joseph. Trois des fils de la famille Gigard appartiennent au clergé grenoblois, et lorsque Benoît est nommé secrétaire de l'évêque l'année suivante, c'est son frère Joseph qui lui succède. Le cadet Pierre sera nommé vicaire de Saint-Joseph en 1787.

## Sous la Révolution
Lors de la Révolution, les curés de Saint-Hugues et de Saint-Laurent adhèrent au nouveau régime, les trois frères Gigard et le curé de Saint-Louis s'y opposent. Ils sont destitués et le directoire désigne un prêtre de la cathédrale, l'abbé Baudot, comme remplaçant à Saint-Joseph. Le remplacement ne se fait pas sa heurts, et les prêtres destitués continuent d'exercer dans les chapelles des communautés religieuses. La fermeture de ces chapelles au public est ordonnée six mois plus tard, mais les prêtres continuent d'exercer en secret ou chez des particuliers. En conséquence, 32 prêtres sont condamnés à l'exil et partent pour la Savoie, puis pour l'Italie. Joseph et Pierre Gigard trouvent ainsi refuge au couvent des Augustins de Mondolfo, dans le diocèse de Senigallia />, alors que Benoît accompagne l'évêque jusqu'en Autriche.
En 1794, il est demandé aux curés de démissionner et l'abbé Baudot obtempère. L'église, qui ne sert plus au culte, accueille des réunions de section. L'armée ne tarde pas à la réquisitionner pour en faire un dépôt de munitions, la cure servant un temps d'école avant d'être également utilisée par l'armée. Nul ne sait précisément ce qu'il advient de l'église dans les dernières années du XVIIIe siècle, mais un document de décembre 1798 indique qu'elle ne sert plus de dépôt de munition.
En 1795, Pierre Gigard meurt d'une fluxion de poitrine, et son frère Joseph, très affecté, quitte Mondolfo pour Pesaro. Joseph reviendra ensuite à Grenoble, mais en se détachant de l’Église officielle.

## Concordat etXXesiècle
En 1803 est nommé un nouveau curé, Laurent Chabert. Mais l'église est dans un trop mauvais état pour célébrer le culte, et un oratoire est donc installé dans la cure.L'église est finalement restaurée, la paroisse se développe à nouveau, et les curés se succèdent : Colet entre 1819 et 1827, puis Meffre jusqu'en 1829, Mollière jusqu'en 1841, Cartellier jusqu'en 1865 puis Cottave jusqu'en 1881.
L'église nécessite de fréquentes restaurations, qui ne durent pas très longtemps. En 1867, son état "désastreux" amène le curé Cottave à demander l'autorisation de rebâtir Saint-Joseph sur de plus grand dimensions. L'emplacement envisagé est alors des jardins longeant la rue des Alpes (rue Fantin-Latour) à côté de la préfecture. Plusieurs autres projets sont alors considérés, comme un agrandissement vers la rue Napoléon (rue de Strasbourg) tout en construisant une chapelle dans le quartier Malakoff, ou la restauration de l'ancienne église des Carmes. Mais ces projets n'aboutissent pas, par faute de moyen et de faible volonté politique.
Le curé Cottave meurt en 1881, et il est remplacé par Ginon. De nouveaux projets de reconstruction sont avancés, une pétition est signée, mais rien n'y fait. Abandonnant l'idée d'un financement par la municipalité, l'abbé Ginon se borne à demander l'autorisation de construire et lance un concours pour le plan de la nouvelle église en 1898.
Le 2 juillet 1914, l'évêque de Grenoble, Mgr Maurin, pose la première pierre de la nouvelle église. La messe est célébrée une dernière fois dans l'ancienne église le 14 juin 1924. Elle est ensuite démolie, et en 1930 il n'en reste plus rien.

## Choix du vocable de Saint-Joseph
Louis XIV ayant financé l'église, le choix du vocable lui revenait. Le saint patron du roi ayant déjà été choisi pour l'église en-les-murs de Saint-Louis fondée au même moment, l'église rurale de Saint-Joseph prend donc ce nom d'un autre saint très apprécié du roi.
Le culte de Saint-Joseph s'est développé en France à la suite de la réforme carmélitaine de Sainte Thérèse. Les deux reines de France venant d'Espagne, Anne d'Autriche et Marie-Thérèse, contribuèrent également à le populariser. Louis XIII donna donc une grande place à ce culte, et après lui Louis XIV fit de même.

## Plan et situation
L'église, d'un plan en croix arrondie, mesure environ 10 m par 30 m pour environ 11 m de hauteur sous plafond. Le clocher, carré, est haut de 20 m. Il est situé à droite de l'église contre le chevet et possède un toit pointu à quatre pans couvert d'ardoise.
Le cimetière est d'abord tout autour de l'église et ce jusqu'en 1799 où les sépultures de toute la ville sont alors regroupées. Une maison pour le curé est édifiée à proximité.

## Curés de Saint-Joseph
- 1696-1725 François Coulaut, nommé curé de Saint-Laurent en 1725
- 1725-1765 Joseph Bérard, mort en exercice
- 1765-1779 Antoine Bigillion, mort en exercice
- 1779-1780 Joseph Gigard, nommé secrétaire de l'évêque en 1780
- 1780-1792 Joseph Gigard, contraint à l'exil
- 1792-1794 Paul-François Baudot, prêtre constitutionnel, contraint à la démission
- 1803-1819 Laurent-Sébastien Chabert, mort en exercice
- 1819-1827 Claude Julien-Colet, mort en exercice
- 1827-1829 Henri-Alexandre Meffre, mort en exercice
- 1829-1841 Joseph Mollière, mort en exercice
- 1841-1865 Jean-Pierre Cartellier, mort en exercice
- 1865-1881 Étienne Cottave, mort en exercice
- 1882-1905 Gustave Ginon, mort en exercice
- 1905-? Louis Devaux